# Cajetan Franz Alexander von Attems-Heiligenkreuz
Cajetan Franz Alexander Graf von Attems-Heiligenkreuz, avstrijski general, * 16. julij 1814, † 13. september 1896.

## Življenjepis
1. aprila 1873 je bil ob upokojitvi povišan v častnega podmaršala.

## Pregled vojaške kariere
Napredovanja
- generalmajor: 23. april 1869 (z dnem 24. aprilom 1869)
- naslovni podmaršal: 1. april 1873